# Сіліч Владислав Іванович
Владислав Іванович Сіліч (біл. Уладзіслаў Іванавіч Сіліч; * 1904, станція Тапу, біля Таллінна — † липень 1943, Латвія) — радянський шахіст. Багаторазовий чемпіон Вітебська. Чемпіон Білорусі 1928, 1936 і 1937. Першим серед білоруських шахістів удостоївся звання майстра спорту СРСР (1929).

## Життєпис
Народився 1904 року на станції Тапу недалеко від Таллінна в сім'ї юриста. Батько — Іван Миколайович, білорус родом із сучасного Мстиславського району Могильовської області. Мати — Євгенія Савінівна, теж білоруска. Згодом сім'я переїхала до Вітебська.
Більшість шахової теорії освоював самостійно, виписував книги й періодику. Незабаром став одним із найкращих шахістів Вітебська і Білорусі.
У 1927 році у складі команди Білорусі переміг у командній першості СРСР. В 1928 році в Мінську проходив IV Всебілоруський з'їзд шахістів і шашкістів із досить пристойним складом учасників: чемпіон СРСР Петро Романовський, чемпіон Білорусі Костянтин Вигодчиков та інші. Сіліч поділив на турнірі 1-ше — 3-тє місця.
У чемпіонаті СРСР 1929 року шахіст дійшов до півфіналу й отримав звання майстра спорту СРСР. Згодом у 1935 році Всесоюзна рада фізичної культури внаслідок кваліфікаційної перевірки забрала йому цей титул, але після чергового турнірного успіху в 1939 році знову був удостоєний звання майстра спорту. Чемпіон ЦК профспілки державних установ 1938 року.
Радянсько-німецька війна розпочалася, коли гравець брав участь у півфіналі чемпіонату СРСР 1941 року. Був призваний до армії. У квітні 1942 року отримав важке поранення від ворожої міни, до 20 серпня 1942 року проходив лікування у госпіталі в Саратові, потім до 20 лютого 1943 року виправляв здоров'я в місті Пугачов (Саратовська область) і знову відправився на фронт. Мав звання молодшого сержанта, був радистом 1015-го артилерійського полку 397-ї стрілецької дивізії, забезпечував зв'язок командирів з артилерійськими батареями. Зник безвісти в липні 1943 року. В архівах Міністерства оборони СРСР вказано, що Владислав Сіліч загинув під час боїв на території Латвії і похоронений у селі Гудрани (Латвія).